# Tombolo
Tombolo là một đô thị thuộc tỉnh Padova vùng Veneto, cách Venezia 45 km về phía tây bắc và cách Padova khoảng 25 km về phía bắc. Tại thời điểm ngày 31 tháng 12 năm 2004, đô thị này có dân số 7.467 người và diện tích 11,1 km².
Đô thị Tombolo bao gồm các frazione (các đơn vị cấp dưới) Onara.
Tombolo giáp các đô thị: Cittadella, Galliera Veneta, San Giorgio in Bosco, San Martino di Lupari, Villa del Conte.